# Titi Kamal
Titi Kamal, właśc. Kurniati Kamalia (ur. 7 grudnia 1981 w Dżakarcie) – indonezyjska aktorka, modelka i piosenkarka.
Jej mężem jest aktor Christian Sugiono.

## Życiorys
Jej popularność wzrosła po zagraniu jednej z głównych ról w filmie Ada Apa Dengan Cinta (Maura).
Na swoim koncie ma MTV Indonesia Movie Awards (2004 i 2006, za role w filmach Eiffel I’m in Love i Mendadak Dangdut).
Występuje także w serialach telewizyjnych i reklamach.